# Crème dessert
Pour les articles homonymes, voir Crème.
La crème dessert (en néerlandais : vla, en Flandre et au Limbourg aussi pudding) parfois appelée familièrement yaourt au chocolat est un dessert, à base de lait de vache, originaire des Pays-Bas. La crème dessert ressemble à la crème anglaise.
Étant vendue aux Pays-Bas pendant plus de 50 ans, la crème dessert y est très populaire et est un des desserts les plus vendus.

## Historique
En 1970, Daniel Carasso s'inspire de la crème dessert néerlandaise pour formuler une recette plus onctueuse pour le marché français et crée ainsi la Danette, aujourd'hui commercialisée notamment en Belgique et en France.
La crème dessert « hollandaise » a été introduite en Belgique en 2013 par la marque Campina, sous le nom de crème dessert en français, en gardant le nom vla en néerlandais.